# Сливовишко македонско благотворително братство
Сливовишкото македонско благотворително братство „Бигла“ е организация на бежанците от областта Македония, установили се в Сливовик.

## История
На 12 януари 1925 година братството си избира ново ръководство в състав Димитър Кръстев (председател), Д. Василев (подпредседател), Михаил Попов (секретар), М. Фошев (касиер) и съветници Дим. Юруков и Иван Благоев. На 11 януари 1926 година братството си избира ново настоятелство в състав Стоян Василев (председател), Коста Димов (подпредседател), Трифун Николов (касиер), Панайот Вълчов (секретар), а в контролната комисия са Петър Костов и Матея Аврамов.